# Jaysingpur
Jaysingpur ist eine Stadt im indischen Bundesstaat Maharashtra. Sie bildet eine Satellitenstadt von Sangli.
Die Stadt ist Teil des Distrikts Kolhapur. Jaysingpur hat den Status eines Municipal Council. Die Stadt ist in 23 Wards gegliedert. Sie hatte am Stichtag der Volkszählung 2011 insgesamt 48.510 Einwohner, von denen 24.273 Männer und 24.237 Frauen waren. Hindus bilden mit einem Anteil von ca. 67 % die größte Gruppe der Bevölkerung in der Stadt gefolgt von Muslimen und Jainas mit jeweils ca. 15 %. Die Alphabetisierungsrate lag 2011 bei 85,38 %.